# 300-talet (decennium)

## Händelser
- 300 - Den magnetiska kompassen för navigering uppfinns i Kina (omkring detta år).
- 300 - En samling fabler och sagor på sanskrit, Panchatantra, skrivs i Indien.
- 3 september 301 – Republiken San Marino grundas (traditionellt datum) [1].
- 302 - Diocletianus termer öppnas.
- 302 - Den sista romerska triumfen hålls.
- 305 - I västra delen av Romarriket flyttas huvudstaden från Rom till Milano.
- 306 - De åtta prinsarnas krig i Kina tar slut.
- 308 - Kungariket Xiongnu etableras i norra Kina.

## Födda
- Omkring 305 – Crispus, kejsare av Rom.
- Omkring 305 – Damasus I, påve.

## Avlidna
- 23 april 303 – Sankt Göran, helgon inom Romersk-katolska kyrkan, Anglikanska kyrkan, Östortodoxa kyrkan, de Orientaliskt ortodoxa kyrkorna och de Katolska östkyrkorna.
- 304 – Lucia, helgon inom Romersk-katolska och Ortodoxa kyrkan.
- 24 eller 25 oktober 304 – Marcellinus, påve.
- 16 september 307 – Severus II, påve.